# Stadio FK Minsk
Lo Stadio FK Minsk (bl. Стадыён ФК «Мінск») è un impianto polivalente situato a Minsk. Lo stadio viene usato principalmente per le gare casalinghe del Minsk maschile e del FK Minsk femminile. Costruito nella stessa location del precedente impianto denominato Kamvol'ščyk, lo stadio ha una capienza di 3.000 posti ed è stato inaugurato il 7 maggio 2015.